# Broad Peak
A Broad Peak (azaz: széles csúcs, korábban: K3, kínai neve 布洛阿特峰 Puluoatö feng (bùluòātè fēng)) a Föld 12. legmagasabb hegycsúcsa 8051 m-rel. A Himalája hegységben fekszik, a kínai–pakisztáni határon. A helybéliek Faichan Kangri néven ismerik. A Broad Peak három csúccsal rendelkezik: Északi-csúcs (7550 m), Középső-csúcs (8011 m), Fő-csúcs (8051 m). A hegytől 8 km-re északra emelkedik a K2 hegycsúcs. 
A Broad Peak elnevezést William Martin Conway adta neki 1892-ben, az általa vezetett brit expedíció során, mert a csúcs mintegy kilométer hosszan nyúlik el.
Első sikeres meghódítása egy osztrák expedíció nevéhez fűződik, 1957-ben. Ennek vezetője Marcus Schmuck volt, további tagjai: Fritz Wintersteller, Kurt Diemberger és Hermann Buhl. Az első csúcshódítási kísérlet május 29-én történt, mikor Fritz Wintersteller és Kurt Diemberger elérték az előcsúcsot (8030 m). Mindezt úgy, hogy nem volt oxigénpalackjuk, nem állt rendelkezésükre magashegyi hordárcsapat (serpák), valamint alaptábor sem.

## Mászások története
- 1954-ben a német Karl Herligkoffer a délnyugati oldalon próbálkozott, de a zord időjárás miatt visszafordult.
- 1957-ben történt az első sikeres mászás.
- 1986-ban a 14 fős jugoszláv (szlovén) csapatból 12-en felértek a csúcsra. Ekkor jutott fel 8000 m magasság fölé az első jugoszláv (szlovén) nő is: Marija Štremfelj.
- 2014. augusztus 4-én a magyar Varga Csaba és Suhajda Szilárd feljutott a Broad Peakre.[1]